# Vladimir Soria
Vladimir Soria Camacho (Cochabamba, 15 de julho de 1964) é um ex-futebolista e treinador de futebol boliviano que atuava como volante. É atualmente auxiliar-técnico do Bolívar.

## Carreira em clubes
Durante sua carreira de jogador, defendeu apenas 2 clubes (Jorge Wilstermann e Bolívar) entre 1985 e 2000, ano em que encerrou a trajetória como atleta, aos 35 anos. Venceu 8 vezes o Campeonato Boliviano, todos com a camisa de La Academía, onde também é segundo o jogador com mais partidas oficiais na história (593, somando todas as competições).

## Seleção Boliviana
Soria jogou também pela Seleção Boliviana de Futebol, tendo defendido os Verdes em duas Copas América (1995 e 1999) na Copa das Confederações de 1999 e na Copa de 1994. Foram 51 partidas disputadas com a Seleção, marcando seu único gol em fevereiro de 1997 contra o Chile, nas Eliminatórias para a Copa de 1998, onde a Bolívia não conseguiu a vaga.
Ele ainda chegou a participar do Campeonato Sul-Americano de Futebol Sub-20 de 1983, tendo admitido que jogou o torneio com idade adulterada após um pedido da Federação Boliviana de Futebol.

## Treinador
Depois da aposentadoria, Soria permaneceu no Bolívar como treinador até 2003 (venceu os torneios Apertura de 2001 e 2004 e foi campeão boliviano em 2002), chegando a treinar a Seleção Boliviana em 2002 e ainda teve 2 passagens entre 2004 e 2005 (como técnico) e entre 2013 a 2015 (como assistente, além de ter comandado de forma interina em 2014). Comandou também San José, Jorge Wilstermann, Real Potosí e Nacional Potosí, além de ter sido auxiliar-técnico na Seleção Boliviana (2012–2013), Wilstermann (2019) e Royal Pari (2020) antes de regressar ao Bolívar para exercer a mesma função - ele ainda treinou La Academía interinamente em 2021 e 2023 - esta última em dupla com Wálter Flores.

## Títulos

### Como jogador
Bolívar
- Campeonato Boliviano: 1985, 1986, 1988, 1991, 1992, 1994, 1996 e 1997

### Como treinador
Bolívar
- Campeonato Boliviano: Apertura 2001, 2002, Apertura 2004